# 台灣百岳
台灣百岳，由林文安與中華民國山岳協會在1970年代規劃發起，與台灣登山界「四大天王」中的邢天正、蔡景璋、丁同三等人經過討論與實地探勘後，選定標高3,000公尺以上，擁有奇、險、峻、秀特色的100座台灣山峰為百岳，並於1972年於羊頭山頂成立百岳俱樂部，希望藉此帶動台灣高山登山風氣。在最後選定的百岳名單中，台灣五大山脈之首中央山脈就獨佔了69座，雪山山脈有20座，玉山山脈有11座，阿里山山脈、海岸山脈高度則因皆不足3,000公尺而未有任何山峰入選。

## 歷史
台灣日治時期之初，進出山區受到嚴格管制，僅有部分經特許的學者、軍警與調查人員可以進入山地。1926年，沼井鐵太郎與總督府官員生駒高常等人合作創立臺灣山岳會，才自此開啟臺灣登山運動的年代。1932年，臺灣山岳會的伊藤太右衛門將臺灣超過10,000日尺（約3,030公尺）的高山進行整理與排名，並附註其首登者，共列出48座山岳。在1933年11月20日出刊的會刊《台灣山岳》中的高山排名，則把副峰也列入，成為獨創的「新時代台灣高山順位」，共列出93座超過3,000公尺的高峰。
戰後，臺灣山岳會仍繼續運作，於1959年改稱臺灣省體育會山岳協會（1973年改組為中華民國山岳協會）。1970年代，協會會員沈送來提出成立百岳俱樂部的提議，於是由林文安著手參照日本人深田久彌所著《日本百名山》選定百岳，並規劃籌組百岳俱樂部。為了鼓勵登山者除了只登臨最高峰山頂單點外，也能多多登臨週邊的山稜脊線，故仿效1933年《台灣山岳》的「新時代台灣高山順位」，將各個高山的副峰，甚至是某些有基點微小起伏的山肩、尾稜都列入百岳的候選名單之中。當時有「岳界四大天王」之稱的邢天正、林文安、蔡景璋、丁同三等人經過討論與實地探勘，為百岳的選定設立三項參考標準：一、高度10,000英尺（約3,048公尺）以上；二、地圖上註有山名；三、優先選列具有基點者。儘管訂立了基本的參考標準，選定仍屬不易，因此又在這些客觀條件外加上了「奇、險、峻、秀」等主觀條件，將山容、山貌也列為選定標準。然而當時林文安誤把日治時期台灣地形圖上的「日尺」當作「英尺」，因此有五座低於3,048公尺的高山便陰錯陽差進入百岳的候選名單。
1971年，為慶祝中華民國開國60年，中華民國山岳協會林文安等人策劃長達一個月的中央山脈大縱走，號召攀登中央山脈3,000公尺以上的60座高山，分為藍白兩隊，分別從南北兩端出發，最後兩隊在七彩湖會師。大縱走結束後，林文安以草擬的百岳名單，同「四大天王」及簡進清等岳界領袖數度磋商，此間邢天正建議將大縱走從南端出發的藍隊於1971年10月26日最後登頂並命名的六順山加入百岳，林文安幾經考慮後，將原選定的人待山刪除後始告定案。
1972年6月，林文安、蔡景璋、簡進清相偕探查帕托魯山、立霧主山後，決意創立百岳俱樂部，並推舉林文安擔任部長。12月5日，中華民國山岳協會的百岳俱樂部在百岳舊標高中的第100名羊頭山頂舉行成立大會。「四大天王」中只有邢天正因抱持「為興趣而登山，不求名者，自可不加入任何俱樂部」的理念而未加入百岳俱樂部，但他仍擔任當時登頂羊頭山的隊伍領隊，以表示支持。
在百岳俱樂部成立之前，邢天正已於中央山脈大縱走登頂六順山時成為戰後第一位完登百岳（「完百」）之人，林文安則是於1972年登頂立霧主山後成為第二位完百者，但因為邢天正未加入百岳俱樂部，因此在俱樂部的「百岳完登部員榮譽榜」中，由林文安列為第一，同年於屏風山完百的丁同三則列為第二，蔡景璋則於1974年在白姑大山列為第三位完百者:下冊345-347。「四大天王」而後至1974年，都未有其他人完登百岳，因此有人認為百岳困難度訂得太高，一直到1975年才由簡進清於干卓萬山接續完百，百岳名單自此在岳界受到公認與確立。在1980年代前後的高度重測後，六順山、鹿山被發現高度低於3,000公尺，於是1981年時電信登山社李希聖提出更改百岳名單的提議，但林文安在選定百岳時，曾表示「所列山岳的標高及順序，將來或有修正之必要，但至於山名，則擬永不變」，因此時任百岳俱樂部副部長余世傑以尊重原選定者心願為由，仍將這幾座山岳列於百岳之中，並未將之剔除。根據2010年代前後的最新測量，六順山的高度又重回3,000公尺以上的行列。
台灣百岳名單選定之後，引發1970年代的攀登熱潮，攀登百岳頓時成為台灣喜愛登山者的重要目標之一。不過「完百」並非易事，一般需要約24趟登山方能完成，於是在台灣百岳之中精選出的「五嶽三尖一奇」，由於被認為最能代表台灣高山的雄偉氣勢，成為有志攀登台灣百岳者的首選。此外，根據邢天正著作《邢天正登山講座》，百岳中的山岳猶可因個性加以分類為「十峻」、「十崇」等不同合稱，增添登山者收集的樂趣。2003年，參照百岳造就的登山熱潮，行政院體育委員會與相關登山社團研議完成小百岳名單，選定100座海拔不高、交通易達的山頭，以推廣民間登山運動。
然而，百岳的訂定也使後來的登山者對於非百岳的山頭興趣缺缺，而只追求登臨百岳名單內的山峰，造成不良的登山風氣，加上台灣超過3000公尺高峰達268座，未被列入百岳的遺珠還很多，因此也有人對於部分山岳未經選入百岳，部分被選入不以為然，其中呼聲較高者有櫧山、穆特勒布山、玉穗山、阿屘那來山等。1974年11月12日，台北市登山會選定120岳並於白姑大山成立「高山俱樂部」，以林丕圖為部長，高文慶、曹俊彥、馬育伸等人參與選定。1978年4月，台南市登山會成立「百五十岳俱樂部」，推廣新選定的150岳。1983年6月，李希聖提出擬議提出新百岳，更改原百岳中的16座，不過最後岳界大部分人士仍以最初林文安版本的百岳為主。

## 百岳列表
百岳俱樂部的章程訂定，攀登百岳需確實抵達三角點，才可視作登頂。後來的臺灣登山界亦多循此慣例，即使三角點並非位於該山的最高峰，仍當以三角點為準。以下依照三角點所在山峰的海拔，列出臺灣共100座百岳。若單純以最高峰的海拔排序，則志佳陽大山、無雙山、光頭山等多座三角點不在最高點的山，排名會有所變動。
| 排名 | 山名         | 最新測高 （公尺） | 舊測高 （公尺） | 行政區                                       | 山脈                    | 登山路線     | 國家公園 | 分級 | 常見別名          | 首次登頂                                                                         | 圖片 |
| ---- | ------------ | ----------------- | --------------- | -------------------------------------------- | ----------------------- | ------------ | -------- | ---- | ----------------- | -------------------------------------------------------------------------------- | ---- |
| 1    | 玉山         | 3952.4            | 3997            | 南投縣（最高） 嘉義縣（最高） 高雄市（最高） | 玉山山脈 玉山山塊       | 玉山群峰     | 玉山     | 3    | 新高山            | 1900年4月 鳥居龍藏、森丑之助等人                                                 |      |
| 2    | 雪山         | 3884.6            | 3884            | 苗栗縣（最高） 臺中市（最高）                | 雪山山脈 雪山山彙       | 雪東線       | 雪霸     | 3    | 次高山 興隆山     | 1915年7月10日 財津久平、野呂寧等人                                               |      |
| 3    | 玉山東峰     | 3872.7            | 3940            | 南投縣 高雄市                                | 玉山山脈 玉山山塊       | 玉山群峰     | 玉山     | 3    | 東山 新高東山     | 1896年11月21日 齋藤音作等人                                                      |      |
| 4    | 玉山南峰     | 3856.7            | 3900            | 高雄市                                       | 玉山山脈 玉山山塊       | 玉山群峰     | 玉山     | 4    | 南山 新高南山     | 1909年11月 志田梅太郎等人                                                        |      |
| 5    | 玉山北峰     | 3854.9            | 3920            | 南投縣                                       | 玉山山脈 玉山山塊       | 玉山群峰     | 玉山     | 3    | 北山 新高北山     | 1900年9月7日 森丑之助等人                                                        |      |
| 6    | 秀姑巒山     | 3826.1            | 3860            | 南投縣 花蓮縣（最高）                        | 中央山脈 關山山塊       | 南二段       | 玉山     | 4    | 馬霍拉斯山        | 1924年12月 大石浩等人                                                            |      |
| 7    | 馬博拉斯山   | 3774.6            | 3805            | 南投縣 花蓮縣                                | 中央山脈 關山山塊       | 馬博拉斯橫斷 | 玉山     | 5    | 烏拉孟山          | 1926年9月 伊藤太右衛門等人                                                       |      |
| 8    | 南湖大山     | 3740.9            | 3740            | 臺中市                                       | 中央山脈 南湖山塊       | 北一段       | 太魯閣   | 4    |                   | 1914年5月 野呂寧等人                                                             |      |
| 9    | 東小南山     | 3707.9            | 3709            | 高雄市                                       | 玉山山脈 玉山山塊       | 玉山群峰     | 玉山     | 5    |                   | 不詳                                                                             |      |
| 10   | 雪山北峰     | 3703.0            | 3702            | 苗栗縣 臺中市                                | 雪山山脈 雪山山彙       | 聖稜線       | 雪霸     | 4    | 次高北山          | 1930年5月 沼井鐵太郎、穆瑞沃頓（W. H. Murray Walton）、葛洛斯（K. C. Gross）等人 |      |
| 11   | 中央尖山     | 3697.7            | 3703            | 臺中市 花蓮縣                                | 中央山脈 南湖山塊       | 北一段       | 太魯閣   | 5    |                   | 1928年8月 新沼佐助、鹿野忠雄等臺北一中登山隊                                     |      |
| 12   | 關山         | 3667.4            | 3666            | 高雄市 臺東縣（最高）                        | 中央山脈 關山山塊       | 南一段       | 玉山     | 5    |                   | 1909年8月 志田梅太郎等人                                                         |      |
| 13   | 大水窟山     | 3642.6            | 3724            | 南投縣 花蓮縣                                | 中央山脈 關山山塊       | 南二段       | 玉山     | 4    |                   | 1872至1875年間 吳光亮所部軍隊                                                    |      |
| 14   | 南湖大山東峰 | 3639.4            | 3639            | 臺中市 宜蘭縣（最高） 花蓮縣                 | 中央山脈 南湖山塊       | 北一段       | 太魯閣   | 4    | 南湖東山          | 1910年4月 小島仁三郎、坂井時彥等人                                               |      |
| 15   | 東郡大山     | 3617.2            | 3487            | 南投縣                                       | 中央山脈 關山山塊       | 東郡山彙     | 無       | 5    |                   | 1926年10月 高野鋼治等人                                                          |      |
| 16   | 奇萊北峰     | 3605.6            | 3605            | 花蓮縣                                       | 中央山脈 南湖山塊       | 奇萊連峰     | 太魯閣   | 5    |                   | 1913年11月 野呂寧等人                                                            |      |
| 17   | 向陽山       | 3601.1            | 3601            | 高雄市 臺東縣                                | 中央山脈 關山山塊       | 南二段       | 玉山     | 3    | 紅葉山            | 1930年4月 吉井隆成等人                                                           |      |
| 18   | 大劍山       | 3593.3            | 3593            | 臺中市                                       | 雪山山脈 雪山山彙       | 大劍山稜脈   | 雪霸     | 4    |                   | 1931年7月 鹿野忠雄等人                                                           |      |
| 19   | 雲峰         | 3561.8            | 3562            | 高雄市                                       | 中央山脈 關山山塊       | 南二段       | 玉山     | 5    |                   | 1930年4月 吉井隆成等人                                                           |      |
| 20   | 馬利加南山   | 3560.9            | 3577            | 南投縣 花蓮縣                                | 中央山脈 關山山塊       | 馬博拉斯橫斷 | 玉山     | 5    | 塔比拉山          | 1930年11月 總督府山林課                                                          |      |
| 21   | 奇萊主山     | 3560.4            | 3559            | 南投縣 花蓮縣                                | 中央山脈 南湖山塊       | 奇萊連峰     | 太魯閣   | 5    | 奇萊主峰          | 1916至1920年間 日本參謀本部陸地測量部                                            |      |
| 22   | 南湖北山     | 3534.2            | 3535            | 臺中市 宜蘭縣                                | 中央山脈 南湖山塊       | 北一段       | 太魯閣   | 4    | 巴油山            | 1910年4月 小島仁三郎、坂井時彥等人                                               |      |
| 23   | 大雪山       | 3529.6            | 3529            | 苗栗縣 臺中市                                | 雪山山脈 雪山山彙       | 大雪山稜脈   | 雪霸     | 5    |                   | 1915年6月 竹內氏、齋藤武彥等人                                                   |      |
| 24   | 品田山       | 3527.9            | 3529            | 新竹縣 臺中市                                | 雪山山脈 雪山山彙       | 武陵四秀     | 雪霸     | 4    | 波秦西崙山        | 1931年7月 船曳實雄等臺北高校山岳部登山隊                                         |      |
| 25   | 玉山西峰     | 3519.1            | 3528            | 南投縣 嘉義縣                                | 玉山山脈 玉山山塊       | 玉山群峰     | 玉山     | 3    | 西山 新高西山     | 1900年4月 鳥居龍藏、森丑之助等人                                                 |      |
| 26   | 頭鷹山       | 3509.1            | 3508            | 苗栗縣 臺中市                                | 雪山山脈 雪山山彙       | 大雪山稜脈   | 雪霸     | 5    |                   | 1927年11月 伊藤太右衛門、吉井隆成、上野忠貞等人                                  |      |
| 27   | 南湖大山南峰 | 3504.9            | 3416            | 臺中市 花蓮縣                                | 中央山脈 南湖山塊       | 北一段       | 太魯閣   | 5    |                   | 1929年4月 千千岩助太郎、齋藤三男、田口與四郎、宇佐見守等人                       |      |
| 28   | 三叉山       | 3494.6            | 3494            | 高雄市 花蓮縣 臺東縣                         | 中央山脈 關山山塊       | 南二段       | 玉山     | 3    |                   | 1930年4月 吉井隆成等人                                                           |      |
| 29   | 大霸尖山     | 3489.8            | 3505            | 新竹縣（最高） 苗栗縣                        | 雪山山脈 雪山山彙       | 大霸群峰     | 雪霸     | 3    |                   | 1927年8月 沼井鐵太郎、生駒高常、中曾根武多、古平勝三、瀨古喜三郎等人             |      |
| 30   | 東巒大山     | 3480.8            | 3468            | 南投縣                                       | 中央山脈 關山山塊       | 東郡山彙     | 無       | 5    |                   | 1931年9月 鹿野忠雄等人                                                           |      |
| 31   | 無明山       | 3449.2            | 3449            | 臺中市 花蓮縣                                | 中央山脈 南湖山塊       | 北二段       | 太魯閣   | 5    |                   | 1929年4月 千千岩助太郎、齋藤三男、田口與四郎、宇佐見守等人                       |      |
| 32   | 巴巴山       | 3448.2            | 3448            | 臺中市 花蓮縣                                | 中央山脈 南湖山塊       | 北一段       | 太魯閣   | 5    | 南湖南山          | 1927年3月 吉井隆成等人                                                           |      |
| 33   | 馬西山       | 3442.6            | 3429            | 花蓮縣                                       | 中央山脈 關山山塊       | 馬博拉斯橫斷 | 玉山     | 5    | 柏南山            | 不詳                                                                             |      |
| 34   | 北合歡山     | 3421.8            | 3422            | 南投縣 花蓮縣                                | 中央山脈 南湖山塊       | 合歡群峰     | 太魯閣   | 3    | 合歡山北峰        | 1914年10月 野呂寧、福留喜之助等人                                                |      |
| 35   | 合歡山東峰   | 3419.3            | 3416            | 南投縣 花蓮縣                                | 中央山脈 南湖山塊       | 合歡群峰     | 太魯閣   | 2    |                   | 1914年10月 野呂寧、財津久平、齋藤武彥等人                                        |      |
| 36   | 小霸尖山     | 3418.9            | 3445            | 苗栗縣                                       | 雪山山脈 雪山山彙       | 大霸群峰     | 雪霸     | 3    |                   | 1916年6月 財津久平、伊藤太右衛門等人                                             |      |
| 37   | 合歡山       | 3416.6            | 3416            | 南投縣                                       | 中央山脈 南湖山塊       | 合歡群峰     | 太魯閣   | 1    | 合歡主峰 介壽山   | 1914年10月 野呂寧、財津久平、齋藤武彥等人                                        |      |
| 38   | 南玉山       | 3380.8            | 3381            | 高雄市                                       | 玉山山脈 玉山山塊       | 玉山群峰     | 玉山     | 5    |                   | 1931年7月 鹿野忠雄等人                                                           |      |
| 39   | 畢祿山       | 3369.9            | 3370            | 南投縣 花蓮縣                                | 中央山脈 南湖山塊       | 北二段       | 太魯閣   | 4    |                   | 1929年1月 小林光政、藤井乾助、沼井鐵太郎、平澤龜一郎、鹿野忠雄等人               |      |
| 40   | 卓社大山     | 3368.0            | 3343            | 南投縣                                       | 中央山脈 能高干卓萬山塊 | 干卓萬群峰   | 無       | 5    |                   | 1922年3月 山下新二等人                                                           |      |
| 41   | 南雙頭山     | 3358.7            | 3333            | 高雄市 花蓮縣                                | 中央山脈 關山山塊       | 南二段       | 玉山     | 5    |                   | 1930年4月 吉井隆成等人                                                           |      |
| 42   | 奇萊南峰     | 3357.3            | 3357            | 南投縣                                       | 中央山脈 南湖山塊       | 奇萊連峰     | 太魯閣   | 3    | 奇萊主山南峰      | 1924年 日本參謀本部陸地測量部                                                    |      |
| 43   | 能高山南峰   | 3348.5            | 3349            | 南投縣 花蓮縣                                | 中央山脈 能高干卓萬山塊 | 能高安東軍   | 無       | 5    |                   | 1917年 日本警察道路開鑿員                                                        |      |
| 44   | 白姑大山     | 3341.3            | 3341            | 臺中市 南投縣                                | 雪山山脈 白姑山群       | 白姑山群     | 無       | 4    | 白狗大山          | 1916年5月 日本參謀本部陸地測量部                                                 |      |
| 45   | 新康山       | 3339.9            | 3335            | 花蓮縣                                       | 中央山脈 關山山塊       | 新康山列     | 玉山     | 5    |                   | 1930年4月 吉井隆成等                                                             |      |
| 46   | 八通關山     | 3335              | 3403            | 南投縣                                       | 中央山脈 關山山塊       | 南二段       | 玉山     | 3    |                   | 1872至1875年間 吳光亮所部軍隊                                                    |      |
| 47   | 丹大山       | 3329.0            | 3240            | 南投縣 花蓮縣                                | 中央山脈 關山山塊       | 丹大山列     | 無       | 5    |                   | 1930年4月 小林勇夫等人                                                           |      |
| 48   | 桃山         | 3323.5            | 3324            | 新竹縣 臺中市                                | 雪山山脈 雪山山彙       | 武陵四秀     | 雪霸     | 3    |                   | 1921年 大石浩等人                                                                |      |
| 49   | 佳陽山       | 3313.7            | 3313            | 臺中市                                       | 雪山山脈 雪山山彙       | 大劍山稜脈   | 雪霸     | 4    |                   | 1932年 齋多氏等人                                                                |      |
| 50   | 火石山       | 3308.9            | 3308            | 苗栗縣 臺中市                                | 雪山山脈 雪山山彙       | 大雪山稜脈   | 雪霸     | 5    |                   | 1927年11月 伊藤太右衛門、吉井隆成、上野忠貞等人                                  |      |
| 51   | 池有山       | 3300.2            | 3301            | 新竹縣 臺中市                                | 雪山山脈 雪山山彙       | 武陵四秀     | 雪霸     | 3    | 玉羅府山          | 1931年7月 船曳實雄等臺北高校山岳部登山隊                                         |      |
| 52   | 伊澤山       | 3296.3            | 3296            | 新竹縣 苗栗縣                                | 雪山山脈 雪山山彙       | 大霸群峰     | 雪霸     | 3    | 江澤山            | 1916年6月 財津久平、伊藤太右衛門等人                                             |      |
| 53   | 卑南主山     | 3293.7            | 3293            | 高雄市 臺東縣                                | 中央山脈 關山山塊       | 南一段       | 無       | 5    |                   | 1927年11月 吉井隆成等人                                                          |      |
| 54   | 志佳陽大山   | 3290.8            | 3327            | 臺中市                                       | 雪山山脈 雪山山彙       | 志佳陽稜脈   | 雪霸     | 3    |                   | 1923年7月 伊藤太右衛門等人                                                       |      |
| 55   | 太魯閣大山   | 3282.3            | 3282            | 花蓮縣                                       | 中央山脈 太魯閣山地     | 太魯閣山列   | 太魯閣   | 5    |                   | 1920年7月 山崎嘉夫、伊藤太右衛門等人                                             |      |
| 56   | 干卓萬山     | 3281.8            | 3282            | 南投縣                                       | 中央山脈 能高干卓萬山塊 | 干卓萬群峰   | 無       | 5    |                   | 1924年3月 山下新二等人                                                           |      |
| 57   | 轆轆山       | 3279              | 3277            | 高雄市                                       | 中央山脈 關山山塊       | 南二段       | 玉山     | 5    | 馬江子山          | 1936年12月 平澤龜一郎、吉井隆成等人                                              |      |
| 58   | 內嶺爾山     | 3277.7            | 3204            | 花蓮縣                                       | 中央山脈 關山山塊       | 丹大山列     | 無       | 5    |                   | 不詳                                                                             |      |
| 59   | 郡大山       | 3277.6            | 3292            | 南投縣                                       | 玉山山脈 玉山山塊       | 郡大山列     | 玉山     | 3    |                   | 1926年10月 吉井隆成等人                                                          |      |
| 60   | 喀西帕南山   | 3276.6            | 3222            | 花蓮縣                                       | 中央山脈 關山山塊       | 馬博拉斯橫斷 | 玉山     | 5    |                   | 1924年10月 大石浩等人                                                            |      |
| 61   | 鈴鳴山       | 3271.2            | 3240            | 臺中市 花蓮縣                                | 中央山脈 南湖山塊       | 北二段       | 太魯閣   | 4    |                   | 不詳                                                                             |      |
| 62   | 能高山       | 3260.8            | 3261            | 南投縣 花蓮縣                                | 中央山脈 能高干卓萬山塊 | 能高安東軍   | 無       | 5    |                   | 1913年10月 江口良三郎等人                                                        |      |
| 63   | 萬東山西峰   | 3257.3            | 3257            | 南投縣                                       | 中央山脈 能高干卓萬山塊 | 干卓萬群峰   | 無       | 5    | 火山              | 1967年10月14日 邢天正、田進達                                                    |      |
| 64   | 劍山         | 3256.5            | 3223            | 臺中市                                       | 雪山山脈 雪山山彙       | 大劍山稜脈   | 雪霸     | 5    | 小劍山            | 1932年10月 鹿野忠雄、托泰·布典等人                                               |      |
| 65   | 義西請馬至山 | 3252.0            | 3179            | 南投縣 花蓮縣                                | 中央山脈 關山山塊       | 丹大山列     | 無       | 5    |                   | 1930年11月 總督府山林課                                                          |      |
| 66   | 小關山       | 3248.1            | 3248            | 高雄市 臺東縣                                | 中央山脈 關山山塊       | 南一段       | 無       | 5    |                   | 1930年10月 八木久左衛門、平原氏等人                                              |      |
| 67   | 屏風山       | 3247.5            | 3248            | 花蓮縣                                       | 中央山脈 南湖山塊       | 奇萊連峰     | 太魯閣   | 4    |                   | 1914年 日本軍警                                                                  |      |
| 68   | 無雙山       | 3242.8            | 3222            | 南投縣                                       | 中央山脈 關山山塊       | 東郡山彙     | 無       | 5    |                   | 1931年9月 鹿野忠雄等人                                                           |      |
| 69   | 牧山         | 3239.3            | 3239            | 南投縣                                       | 中央山脈 干卓萬山塊     | 干卓萬群峰   | 無       | 5    |                   | 不詳                                                                             |      |
| 70   | 石門山       | 3235.9            | 3236            | 南投縣 花蓮縣                                | 中央山脈 南湖山塊       | 合歡群峰     | 太魯閣   | 1    |                   | 1934年左右                                                                       |      |
| 71   | 玉山前峰     | 3233.0            | 3236            | 南投縣 嘉義縣                                | 玉山山脈 玉山山塊       | 玉山群峰     | 玉山     | 3    | 前山 新高前山     | 1900年4月 鳥居龍藏、森丑之助等人                                                 |      |
| 72   | 塔關山       | 3218.5            | 3220            | 高雄市 臺東縣                                | 中央山脈 關山山塊       | 南橫三星     | 玉山     | 3    | 大關山            | 1964年5月22日 邢天正、全朝琴                                                     |      |
| 73   | 馬比杉山     | 3211.0            | 3209            | 宜蘭縣 花蓮縣                                | 中央山脈 南湖山塊       | 北一段       | 太魯閣   | 5    | 麻眉山            | 1927年3月 吉井隆成等人                                                           |      |
| 74   | 達芬尖山     | 3206.4            | 3222            | 南投縣 高雄市 花蓮縣                         | 中央山脈 關山山塊       | 南二段       | 玉山     | 5    | 尖山              | 1930年6月 近藤盛雄、中村廣等人                                                   |      |
| 75   | 雪山東峰     | 3199.0            | 3199            | 臺中市                                       | 雪山山脈 雪山山彙       | 雪東線       | 雪霸     | 3    | 次高東山 明間山   | 1915年7月10日 財津久平、野呂寧等人                                               |      |
| 76   | 南華山       | 3181.6            | 3183            | 南投縣 花蓮縣                                | 中央山脈 南湖山塊       | 奇萊連峰     | 無       | 3    | 能高山北峰        | 1913年10月 江口良三郎等人                                                        |      |
| 77   | 關山嶺山     | 3173.7            | 3174            | 高雄市 臺東縣                                | 中央山脈 關山山塊       | 南橫三星     | 玉山     | 3    | 關山嶺            | 1930年5月 八木久左衛門等人                                                       |      |
| 78   | 海諾南山     | 3173.2            | 3174            | 高雄市 臺東縣                                | 中央山脈 關山山塊       | 南一段       | 無       | 5    |                   | 1930年5月 八木久左衛門等人                                                       |      |
| 79   | 中雪山       | 3172.4            | 3172            | 苗栗縣                                       | 雪山山脈 雪山山彙       | 大雪山稜脈   | 雪霸     | 4    |                   | 1915年6月 竹內氏、齋藤武彥等人                                                   |      |
| 80   | 閂山         | 3167.5            | 3167            | 臺中市                                       | 中央山脈 南湖山塊       | 北二段       | 太魯閣   | 3    |                   | 不詳                                                                             |      |
| 81   | 甘薯峰       | 3157.1            | 3156            | 臺中市 花蓮縣                                | 中央山脈 南湖山塊       | 北二段       | 太魯閣   | 5    |                   | 不詳                                                                             |      |
| 82   | 西合歡山     | 3144.1            | 3144            | 南投縣                                       | 中央山脈 南湖山塊       | 合歡群峰     | 太魯閣   | 4    | 合歡山西峰        | 不詳                                                                             |      |
| 83   | 審馬陣山     | 3139.3            | 3139            | 臺中市 宜蘭縣                                | 中央山脈 南湖山塊       | 北一段       | 太魯閣   | 3    |                   | 1914年4月 野呂寧、財津久平、齋藤武彥等人                                         |      |
| 84   | 喀拉業山     | 3132.5            | 3132            | 新竹縣 宜蘭縣                                | 雪山山脈 雪山山彙       | 武陵四秀     | 雪霸     | 3    |                   | 不詳                                                                             |      |
| 85   | 庫哈諾辛山   | 3114.0            | 3114            | 高雄市                                       | 中央山脈 關山山塊       | 南橫三星     | 玉山     | 3    | 吳娃諾信山        | 1932年7月 野口榮一等人                                                           |      |
| 86   | 加利山       | 3111.9            | 3111            | 苗栗縣                                       | 雪山山脈 雪山山彙       | 大霸群峰     | 雪霸     | 3    |                   | 1971年7月18日 蔡景璋、邢天正、林文安、丁同三、簡進清等人                         |      |
| 87   | 白石山       | 3106.5            | 3108            | 南投縣 花蓮縣                                | 中央山脈 能高干卓萬山塊 | 能高安東軍   | 無       | 5    |                   | 1919年10月 山崎嘉夫、大石浩等人                                                  |      |
| 88   | 磐石山       | 3104.9            | 3105            | 花蓮縣                                       | 中央山脈 太魯閣山地     | 太魯閣山列   | 太魯閣   | 5    |                   | 1914年左右 日本軍警                                                              |      |
| 89   | 帕托魯山     | 3102.1            | 3100            | 花蓮縣                                       | 中央山脈 太魯閣山地     | 太魯閣山列   | 太魯閣   | 5    |                   | 1914年左右 日本軍警                                                              |      |
| 90   | 北大武山     | 3089.1            | 3090            | 屏東縣（最高） 臺東縣                        | 中央山脈 大武地壘       | 大武地壘     | 無       | 3    | 大武山            | 1909年8月 野呂寧等人                                                             |      |
| 91   | 西巒大山     | 3084.9            | 3042            | 南投縣                                       | 玉山山脈 玉山山塊       | 郡大山列     | 無       | 3    | 巒大山            | 1908年2月 伊藤太右衛門等人                                                       |      |
| 92   | 立霧主山     | 3070.6            | 3069            | 花蓮縣                                       | 中央山脈 太魯閣山地     | 太魯閣山列   | 太魯閣   | 5    |                   | 1913年10月13日 山本新太郎、野呂寧等人                                            |      |
| 93   | 塔芬山       | 3068.8            | 3038            | 高雄市 花蓮縣                                | 中央山脈 關山山塊       | 南二段       | 玉山     | 5    |                   | 不詳                                                                             |      |
| 94   | 光頭山       | 3066.8            | 3059            | 南投縣 花蓮縣                                | 中央山脈 能高干卓萬山塊 | 能高安東軍   | 無       | 5    | 知亞干山          | 不詳                                                                             |      |
| 95   | 安東軍山     | 3066.5            | 3067            | 南投縣 花蓮縣                                | 中央山脈 能高干卓萬山塊 | 能高安東軍   | 無       | 5    | 安東郡山 安東群山 | 1919年10月 山崎嘉夫、大石浩等人                                                  |      |
| 96   | 羊頭山       | 3032.8            | 3033            | 花蓮縣                                       | 中央山脈 南湖山塊       | 北二段       | 太魯閣   | 3    |                   | 1914年左右 日本軍警                                                              |      |
| 97   | 駒盆山       | 3027              | 3163            | 南投縣                                       | 中央山脈 關山山塊       | 馬博拉斯橫斷 | 玉山     | 5    | 盆駒山            | 1931年7月 鹿野忠雄等人                                                           |      |
| 98   | 布拉克桑山   | 3020.9            | 3036            | 花蓮縣 臺東縣                                | 中央山脈 關山山塊       | 新康山列     | 無       | 5    |                   | 1930年4月 吉井隆成等人                                                           |      |
| 99   | 六順山       | 3009.1            | 3106            | 南投縣 花蓮縣                                | 中央山脈 關山山塊       | 丹大山列     | 無       | 4    |                   | 不詳                                                                             |      |
| 100  | 鹿山         | 2981.4            | 3043            | 高雄市                                       | 玉山山脈 玉山山塊       | 玉山群峰     | 玉山     | 5    |                   | 1971年3月9日 林文安                                                              |      |

## 山岳並稱

### 全屬百岳的山岳並稱
| 並稱     | 涵義 | 山岳                                                                                    |
| -------- | --- | --------------------------------------------------------------------------------------- |
| 五嶽     | 指高山峻嶺，山形獨特明顯，展望極佳，可雄霸一方鎮護地方之山。日治時台灣山岳會的會刊《台灣山岳》1927年4月創刊號即登載了「」：新高山、次高山、南湖大山、大霸尖山及大武山。戰後由台灣山岳會被改稱的台灣省體育會山岳協會（今中華民國山岳協會的前身）在民國55年5月5日（1966年）選列原台灣山岳會的「」成立「俱樂部」。現今所稱的為台北市登山會的「三尖促進會」選列，將大霸尖山另列名為三尖，另加入中央山脈最高峰秀姑巒山。:下冊6,9,13,18,25,49,59:下冊頁42現中華山協官網也改列以新版五嶽為準。 | 玉山 雪山 秀姑巒山 南湖大山 北大武山                                                    |
| 三尖     | 山形特別突出陡峭，頂端尖聳，山勢如筆尖呈金字塔狀，以尖為名的高山:下冊7。 | 中央尖山 大霸尖山 達芬尖山                                                              |
| 一奇     | 又稱一怪，是指以「奇」為名的奇萊北峰，其山勢險峻，陡峭難行。 | 奇萊北峰                                                                                |
| 十峻     | 指在五嶽、三尖之外，台灣百岳中另十座山形險峻，岩壁孤挺，坡度極陡，斷崖一瀉千里，目標明顯者。 | 玉山東峰 玉山南峰 馬博拉斯山 關山 奇萊北峰 大劍山 品田山 無明山 能高南峰 新康山         |
| 八秀     | 山容秀麗，坡度和緩，淺竹如茵，無巨石叢林者。 | 玉山北峰 向陽山 東巒大山 志佳陽大山 桃山 郡大山 鈴鳴山 閂山                             |
| 十崇     | 山高而大，有高低起伏，頂部寬闊，坡度和緩，有敦厚詳和之氣勢。 | 南湖北山 大雪山 三叉山 東郡大山 馬西山 北合歡山 奇萊南峰 卑南主山 太魯閣大山 內嶺爾山   |
| 三高     | 日治時期名稱有高字的3座高山。今日此稱呼已較少使用。 | 新高山（玉山） 次高山（雪山） 能高山                                                    |
| 武陵四秀 | 因近武陵農場，且4座連峰而得此名。刑天正當年所擬定的四秀，不含已被列名為十峻之一的品田山，而選入詩崙山，但後來的登山者則將不屬百岳的詩崙山排除在四秀之外，仍以品田山作為四秀之首:49。 | 品田山 池有山 桃山 喀拉業山                                                             |
| 中橫四辣 | 登山口皆在中橫公路上的四座高山，山徑多陡坡峭壁，高度落差大，攀登不易，因而得名。 | 羊頭山（「小辣」） 畢祿山（「中辣」） 屏風山（「大辣」或「超辣」） 白姑大山（「特辣」） |
| 南橫三星 | 又稱南橫三山，是南橫公路旁的三座百岳。 | 庫哈諾辛山 塔關山 關山嶺山                                                              |
| 四大鳥山 | 指四座路途遙遠，高度不高，而且沿途展望不佳的百岳。 | 小劍山 合歡西峰 喀拉業山 鹿山                                                           |

### 部分屬於百岳的山岳並稱
| 並稱   | 涵義                                                       | 山岳 |
| ------ | ---------------------------------------------------------- | --- |
| 六肩稜 | 臨近高峰肩狀平坦稜，有基點，有山名，狀如平肩，稍肩突丘。   | 審馬陣山 喀拉業山 加利山 駒盆山 鹿山 望鄉山（非百岳） |
| 六易   | 山勢和緩，近貼山徑，容易順便登頂。                         | 池有山 伊澤山 雪山西峰（非百岳） 牧山 玉山前峰 馬路巴拉讓山（非百岳）                                                                                           |
| 七峭   | 山勢峭拔，坡度陡急，多佈散石，多垂崖壁。                   | 巴紗拉雲山（非百岳） 卡羅樓山（非百岳） 櫧山（非百岳） 塔關山 義西請馬至山 白石山 西巒大山                                                                      |
| 八瘦   | 山脊狹長，山腹瘦削，兩側多為崖壁或急坡。                   | 弓水山（非百岳） 畢祿山 本鄉山（非百岳） 干卓萬山 小關山北峰（非百岳） 南華山 關山嶺山 羊頭山                                                                   |
| 八銳   | 山峰尖銳，多崖壁，多峻坡。                                 | 北稜角（非百岳） 小霸尖山 八通關山 佳陽山 火石山 劍南尖山（非百岳） 轆轆山 塔芬山                                                                               |
| 九嶂   | 山嶺頂平，橫亙如垣，密如籬籓，阻隔遠望視線如屏幛者。       | 丹大山 屏風山 無雙山 東霸尖山（非百岳） 布拉克桑山 阿屘那來山（非百岳） 劍山 鋸山（非百岳） 穆特勒布山（非百岳）                                                |
| 九峨   | 山高而巍峨，雄偉壯麗，卓而不群，立於周圍諸山，英挺秀出者。 | 雲峰 奇萊主山 頭鷹山 合歡東峰 卓社大山 南雙頭山 能高山主峰 小關山 關門北山（非百岳）                                                                            |
| 九平   | 山頂寬闊平坦，無大石巨木，淺草短竹柔美，步履可輕鬆。       | 玉山小南峰（非百岳） 馬利亞文路山（非百岳） 宇達佩山（非百岳） 南大水窟山（非百岳） 油婆蘭山（非百岳） 馬比杉山 六順山 光頭山 東小南山                          |
| 九偏   | 位置偏僻，遠隔主脈，縱走主脊，無兼登之便，必須專訪。       | 拔托諾府山（非百岳） 可樂可樂安山（非百岳） 天南可蘭山（非百岳） 裡門山（非百岳） 黃當擴山（非百岳） 喀西帕南山 火山 庫哈諾辛山 磐石山                          |
| 十巖   | 山頂巨石磊磊，純為岩峰，須攀岩附壁才能登頂。               | 南湖大山東峰 中央尖山東峰（非百岳） 馬利加南山 南湖大山東南峰（非百岳） 南湖大山南峰 陶塞峰 中央尖山西峰（非百岳） 溪頭山（非百岳） 立霧主山 巴沙灣山（非百岳） |
| 十翠   | 山色蒼翠，樹木蒼籠，箭竹高密，須穿梭箭竹林叢。             | 甘木林山（非百岳） 翠池三岔山（非百岳） 雪山南峰（非百岳） 玉山西峰 中霸尖山（非百岳） 白姑大山 奇萊裡山（非百岳） 中雪山 志摩山（非百岳） 西合歡山             |
| 十潤   | 山容潤澤，山勢柔和，坡度緩和，不須爬岩者。                 | 大水窟山 雪山北峰 合歡山 南玉山 布干山（非百岳） 海諾南山 盧利拉駱山（非百岳） 帕托魯山 安東軍山 雲水山（非百岳）                                               |
| 八小巒 | 山頂矮小，坡勢緩和，容易攀登，縱走順路兼登。               | 甘藷峰 巴巴山 石門山 雪山東峰 耶巴奧山（非百岳） 新仙山（非百岳） 僕落西擴山（非百岳） 烏可冬克山（非百岳）                                                     |

## 外部連結
- 中華民國山岳協會－台灣百岳高度順序表
- 高雄市百岳登山協會－台灣百岳名列表 （页面存档备份，存于）
- （页面存档备份，存于）